# Tweddillita
La tweddillita és un mineral de la classe dels silicats, que pertany al grup de l'epidota. Rep el nom en honor de Samuel Milbourn Tweddill (3 d'abril de 1852 – 4 de juliol de 1917), el primer comissari del Museu Geològic de Pretòria des de 1897 fins a 1916. L'any 2006 es va reanomenar com manganipiemontita-(Sr) per la Subcomissió de l'epidota de la CNMMN, i el 2015 va tornar a convertir-se en tweddillita.

## Característiques
La tweddillita és un silicat de fórmula química {CaSr}{Mn3+AlMn3+}(Si₂O₇)(SiO₄)O(OH). Cristal·litza en el sistema monoclínic. La seva duresa a l'escala de Mohs es troba entre 6 i 7.
Segons la classificació de Nickel-Strunz, la tweddillita pertany a «09.B - Estructures de sorosilicats amb grups barrejats de SiO₄ i Si₂O₇; cations en coordinació octaèdrica [6] i major coordinació» juntament amb els següents minerals: al·lanita-(Ce), al·lanita-(La), al·lanita-(Y), clinozoisita, dissakisita-(Ce), dol·laseïta-(Ce), epidota, hancockita, khristovita-(Ce), mukhinita, piemontita, piemontita-(Sr), manganiandrosita-(La), tawmawita, ferrial·lanita-(Ce), clinozoisita-(Sr), manganiandrosita-(Ce), dissakisita-(La), vanadoandrosita-(Ce), uedaïta-(Ce), epidota-(Sr), al·lanita-(Nd), ferrial·lanita-(La), åskagenita-(Nd), zoisita, macfal·lita, sursassita, julgoldita-(Fe2+), okhotskita, pumpel·lyïta-(Fe2+), pumpel·lyïta-(Fe3+), pumpel·lyïta-(Mg), pumpel·lyïta-(Mn2+), shuiskita, julgoldita-(Fe3+), pumpel·lyïta-(Al), poppiïta, julgoldita-(Mg), ganomalita, rustumita, vesuvianita, wiluïta, manganovesuvianita, fluorvesuvianita, vyuntspakhkita-(Y), del·laïta, gatelita-(Ce) i västmanlandita-(Ce).
L'exemplar que va servir per a determinar l'espècie, el que es coneix com a material tipus, es troba conservat al Museu d'Història Natural de Berna (Suïssa), amb el número de registre: nmbe 35475.

## Formació i jaciments
Va ser descoberta a la mina Wessels, situada a la localitat de Hotazel, al camp de manganès del Kalahari (Cap Septentrional, Sud-àfrica). També ha estat descrita a la mina Prabornaz, a la localitat de Saint-Marcel (Vall d'Aosta, Itàlia) i a la Prefectura d'Ehime (Japó). Aquests tres indrets són els únics de tot el planeta on ha estat descrita aquesta espècie mineral.